# Koninklijke Vlaamse Ingenieursvereniging
De Koninklijke Vlaamse Ingenieursvereniging (KVIV) was de Vlaamse beroepsvereniging voor de burgerlijk ingenieurs, de bio-ingenieurs en de polytechnische ingenieurs afgestudeerd aan de Koninklijke Militaire School. Op 1 januari 2016 werden de vzw’s ie-net, VIK en KVIV omgesmeed tot één nieuwe vzw: ie-net ingenieursvereniging vzw, en verdween de KVIV als afzonderlijke organisatie.

## Oprichting
De KVIV werd opgericht als de Vlaamse Ingenieursvereniging VIV in Antwerpen in 1928 door vier ingenieurs: R.F. Van Bocxstaele, K.M. Sano, Frans Mariman en L.S. Stuckens. In de loop van de jaren is de vereniging uitgegroeid tot een complex organisme met o.a. vertakkingen per regio (elke provincie, Brussel zit bij Vlaams-Brabant + G.H. Luxemburg) en per leeftijdscategorie (jongeren en senioren). Haar doelstelling was een ledenvereniging te zijn 'die een actieve bijdrage levert tot de welvaart en het welzijn van de maatschappij door het bevorderen van technologie en techniek in het algemeen en de ingenieurswetenschappen in het bijzonder'.

## Doel
De KVIV was de spreekbuis en belangenbehartiger van alle Vlaamse burgerlijke en bio-ingenieurs. Dankzij haar werd bijvoorbeeld de 'ir-titel' voor burgerlijk en bio-ingenieurs wettelijk beschermd. Sinds 1942 richt de KVIV 'ingenieursprijzen' in waarmee ze het beste eindwerk bekroont. Met jaarthema's (sinds 2003) wilde de KVIV wetenschappelijke thema’s in de schijnwerpers plaatsen. Energie, Innovatie, Chemie, Netwerken en Bouw kwamen al aan bod. In 2008 was het de beurt aan Klimaat.

## Ontwikkeling
In 1940 werd het Technologisch Instituut (TI) als een afdeling binnen de KVIV opgericht. Het staat in voor opleidingen en vormingen. Jaarlijks worden er een 100-tal initiatieven georganiseerd met het accent op technologie, gekaderd in een brede socio-economische context. Vanaf 1975 vormt de KVIV een associatie met de alumniverenigingen van de betrokken universiteiten (Vrije Universiteit Brussel, KU Leuven en UGent) en de Koninklijke Militaire School.
In 1992 werd de organisatie Ingenieurs zonder Grenzen (IzG) opgericht om niet-commerciële ontwikkelingshulp te bieden in de vorm van kortlopende zendingen van universitair ingenieurs.
Op 1 januari 2016 werden de vzw’s ie-net, VIK en KVIV omgesmeed tot één nieuwe vzw: ie-net ingenieursvereniging vzw.

## Fusie
In 2007 had de KVIV zo'n 10.000 leden. De werking steunt op een duizendtal vrijwilligers en 15 vaste medewerkers. Zes jaar later, in 2013, vermeldde de website dat de vereniging 9.000 leden telde. In 2016 fuseerde de vereniging met de Vlaamse Ingenieurskamer tot ie-net.